# Војковци
Војковци су насеље у Србији у општини Топола у Шумадијском округу. Према попису из 2022. било је 166 становника.

## Демографија
Према попису из 2011. године у насељу Војковци живи 225 пунолетних становника, а просечна старост становништва износи 43,6 година (42,9 код мушкараца и 44,3 код жена). У насељу има 85 домаћинстава, а просечан број чланова по домаћинству је 3,27.
Према попису из 2022. године у насељу Војковци живи 151 пунолетан становник.
Ово насеље је великим делом насељено Србима (према попису из 2002. године), а у последња три пописа, примећен је пад у броју становника.
|  |

| Демографија | Демографија | Демографија |
| Година      | Становника  | Становника  |
| ----------- | ----------- | ----------- |
| 1948.       | 613         |             |
| 1953.       | 581         |             |
| 1961.       | 576         |             |
| 1971.       | 473         |             |
| 1981.       | 387         |             |
| 1991.       | 316         | 314         |
| 2002.       | 278         | 284         |
| 2011.       | 237         |             |
| 2022.       | 166         |             |

| Етнички састав према попису из 2002.‍ | Етнички састав према попису из 2002.‍ | Етнички састав према попису из 2002.‍ | Етнички састав према попису из 2002.‍ | Етнички састав према попису из 2002.‍ |
| ------------------------------------ | ------------------------------------ | ------------------------------------ | ------------------------------------ | ------------------------------------ |
|                                      |                                      |                                      |                                      |                                      |
| Срби                                 | Срби                                 |                                      | 276                                  | 99,28%                               |
| Украјинци                            | Украјинци                            |                                      | 1                                    | 0,35%                                |
| непознато                            | непознато                            |                                      | 0                                    | 0,0%                                 |

| Година пописа     | 1948. | 1953. | 1961. | 1971. | 1981. | 1991. | 2002. |
| ----------------- | ----- | ----- | ----- | ----- | ----- | ----- | ----- |
| Број домаћинстава | 113   | 106   | 121   | 110   | 102   | 92    | 85    |

| Број чланова      | 1  | 2  | 3  | 4 | 5 | 6  | 7 | 8 | 9 | 10 и више | Просек |
| ----------------- | -- | -- | -- | - | - | -- | - | - | - | --------- | ------ |
| Број домаћинстава | 20 | 22 | 11 | 5 | 9 | 13 | 2 | 3 | 0 | 0         | 3,27   |

| Пол    | Укупно | Неожењен/Неудата | Ожењен/Удата | Удовац/Удовица | Разведен/Разведена | Непознато |
| ------ | ------ | ---------------- | ------------ | -------------- | ------------------ | --------- |
| Мушки  | 112    | 22               | 80           | 8              | 1                  | 1         |
| Женски | 121    | 10               | 78           | 23             | 1                  | 9         |
| УКУПНО | 233    | 32               | 158          | 31             | 2                  | 10        |

| Пол    | Укупно                    | Пољопривреда, лов и шумарство | Рибарство                            | Вађење руде и камена | Прерађивачка индустрија       |
| ------ | ------------------------- | ----------------------------- | ------------------------------------ | -------------------- | ----------------------------- |
| Мушки  | 65                        | 30                            | 0                                    | 10                   | 16                            |
| Женски | 49                        | 27                            | 0                                    | 0                    | 20                            |
| УКУПНО | 114                       | 57                            | 0                                    | 10                   | 36                            |
| Пол    | Производња и снабдевање   | Грађевинарство                | Трговина                             | Хотели и ресторани   | Саобраћај, складиштење и везе |
| Мушки  | 1                         | 1                             | 2                                    | 0                    | 0                             |
| Женски | 0                         | 0                             | 1                                    | 0                    | 0                             |
| УКУПНО | 1                         | 1                             | 3                                    | 0                    | 0                             |
| Пол    | Финансијско посредовање   | Некретнине                    | Државна управа и одбрана             | Образовање           | Здравствени и социјални рад   |
| Мушки  | 0                         | 0                             | 0                                    | 0                    | 1                             |
| Женски | 0                         | 0                             | 0                                    | 0                    | 0                             |
| УКУПНО | 0                         | 0                             | 0                                    | 0                    | 1                             |
| Пол    | Остале услужне активности | Приватна домаћинства          | Екстериторијалне организације и тела | Непознато            | Непознато                     |
| Мушки  | 0                         | 0                             | 0                                    | 4                    | 4                             |
| Женски | 0                         | 0                             | 0                                    | 1                    | 1                             |
| УКУПНО | 0                         | 0                             | 0                                    | 5                    | 5                             |